# ميلاني سميث (لاعبة فروسية استعراضية)
ميلاني سميث (بالإنجليزية: Melanie Smith) هي لاعبة فروسية استعراضية ‏ أمريكية، ولدت في 23 سبتمبر 1949 في ممفيس في الولايات المتحدة.

## وصلات خارجية
- ميلاني سميث على موقع اللجنة الأولمبية الدولية (الإنجليزية)
- ميلاني سميث على موقع أوليمبيديا (الإنجليزية)